# Modelarstwo kosmiczne

Sekwencja zdjęć modelowej rakiety startującej z paliwem B4-4

model rakietoplanu

Modelarstwo kosmiczne – dziedzina modelarstwa lotniczego, zajmuje się budową latających modeli rakiet, oraz innych pojazdów kosmicznych. Pojazdy takie są najczęściej napędzane silnikami rakietowymi na paliwo stałe. 

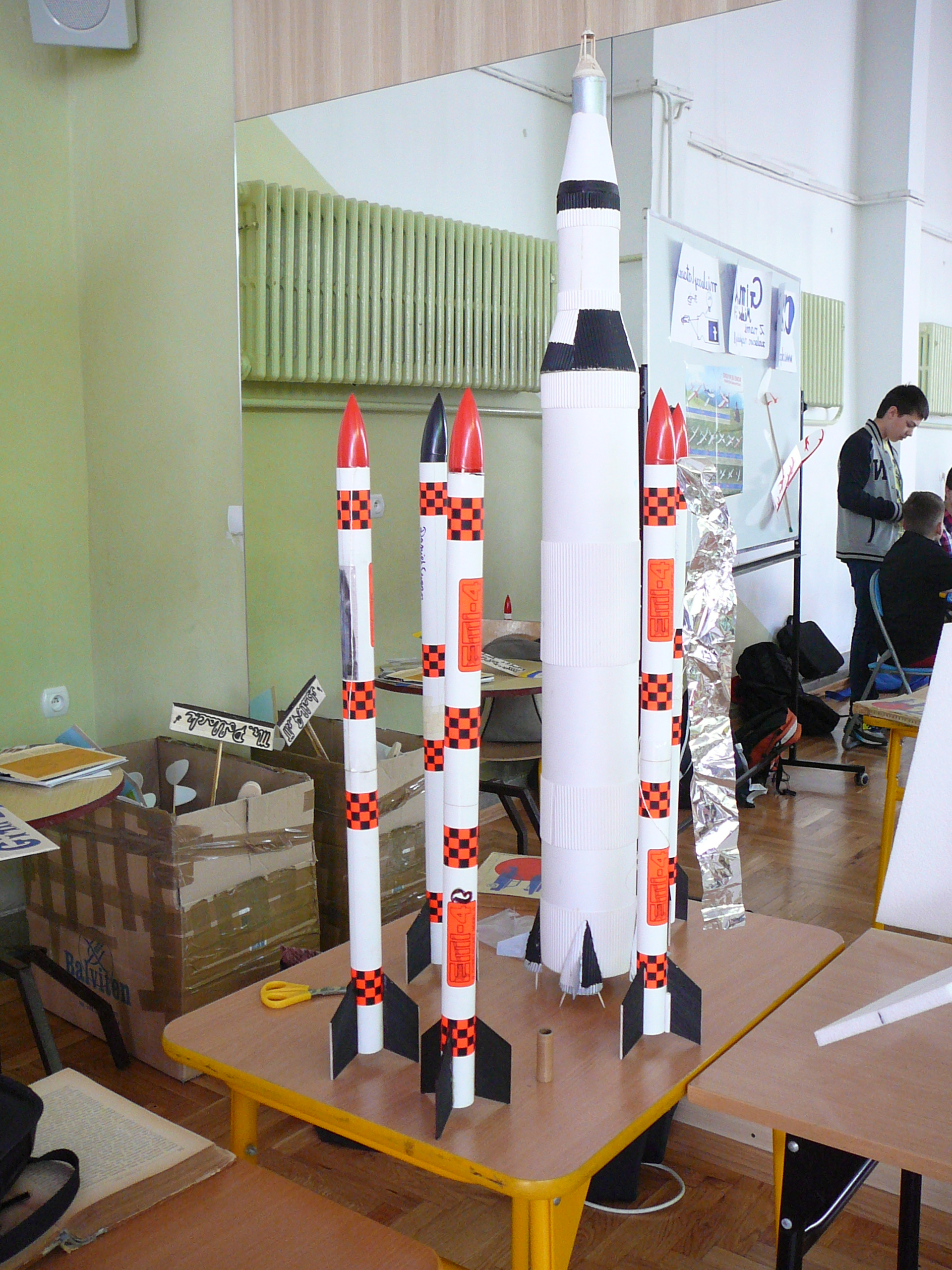
Modele latające rakiet

Przepisy w tej dziedzinie sportu lotniczego określa FAI. Istnieje wiele konkurencji w modelarstwie kosmicznym:
- Konkurencja S1 - rakiety wysokościowe
- Konkurencja S2 - czasowe rakiety z kruchym ładunkiem (jajko)
- Konkurencja S3 - modele rakiet czasowych ze spadochronem
- Konkurencja S4 - modele rakietoplanów klasycznych (bez sterowania)
- Konkurencja S5 - makiety rakiet wysokościowych
- Konkurencja S6 - modele rakiet czasowych z taśmą
- Konkurencja S7 - makiety rakiet
- Konkurencja S8 - zdalnie sterowane modele rakietoplanów
- Konkurencja S9 - modele rakiet czasowych z opadaniem wirowym